# Кржижановский, Игнатий
Игна́тий Кржижано́вский (пол. Ignacy Krzyżanowski; 24 декабря 1826, Опатув — 10 февраля 1905, Варшава) — русский и польский композитор и пианист.
Учился в Кракове у Францишека Мирецкого, затем в Парижской консерватории; в 1844 г. в Париже взял несколько уроков у Фридерика Шопена. С 1852 г. жил и работал в Варшаве. Автор множества фортепианных сочинений, по поводу которых Энциклопедия Брокгауза и Ефрона утверждает:

Музыкальные произведения Кржижановского (каприччио, ноктюрны, мазурки, фантазии, романсы, элегии и т. д.) отличаются благородством стиля, изяществом и мелодичностью.

Много работал также как музыкальный педагог; среди учеников Кржижановского, в частности, Ян Клечинский.
В 2010 году было проведён на родине музыканта, в Опатуве, первый Всепольский конкурс пианистов имени Игнация Кржижановского.